# Ferdinand Havlík
Ferdinand Havlík (* 17. Juni 1928 in Brünn; † 28. Oktober 2013 in Prag) war ein tschechischer Filmkomponist, Bandleader, Arrangeur und Jazzmusiker (Klarinette, Altsaxophon).

## Leben und Wirken
Havlík gründete 1959 mit dem Schauspieler Jiří Suchý in Prag das Musiktheater Semafor, in dem er das Orchestr Divadla Semafor leitete. Ab 1959 entstanden Aufnahmen für Supraphon. Nach dem Tode von Jiří Šlitr im Jahr 1969 wurde Havlík der Hauptkomponist des Semafor. Daneben war er ab 1964 als Filmkomponist tätig, u. a. für den Spielfilm Der Tod bietet mit (1979, Regie: Ivo Toman). In den 1970er-Jahren gründete er eine Swingband, mit der er 1979 und 1984 auf dem International Traditional Jazz Festival Breda 1979 auftrat. Im Bereich des Jazz war er zwischen 1959 und 1985 an 16 Aufnahmesessions beteiligt.